# 大川ミサヲ
大川 ミサヲ（おおかわ ミサヲ、1898年〈明治31年〉3月5日 - 2015年〈平成27年〉4月1日）は、大阪府大阪市在住の日本の長寿の女性。
2013年6月12日以降死去するまでギネス世界記録に認定された世界最高齢の人物であった。
日本人の中では1800年代生まれの最後の生き残りの人物であった。また、2014年8月28日から2017年8月31日に田島ナビに更新されるまでのほぼ3年間、日本における歴代最高齢記録を保持していた。

## 人物
1898年（明治31年）、大阪府大阪市北区天満にて出生。呉服屋の四女として生まれた。1919年（大正8年）にゴム製造会社を営む大川幸男（おおかわ ゆきお、1931年死去）と結婚。幸男の死後は、女手一つで子を育てた。大正時代後期から昭和初期にかけてのいわゆる大大阪時代を体験した人物でもあり、メディアの取材に対し道頓堀や千日前に行くことが楽しかったという思い出を振り返っている。
102歳の時に盆踊りの際に転倒し足を骨折したが、それ以外に大病を患ったことはなかった。110歳まで、車椅子を使わずに歩くことができた。長寿の秘訣として、「美味しいものを食べること」「ゆっくり暮らすこと」「よく寝ること」をあげている。好物は鯖のきずしや刺身、コーヒーなど。116歳になった時点で、子が3人（2人が存命中）、孫が4人、曾孫が6人おり、2人の子はそれぞれ90歳を超えていた。
ギネス記録にて確かな記録を認められた日本人としては初めて117歳の誕生日を迎えてからおよそ1ヶ月後の2015年4月1日、老衰のため入居先の大阪市東住吉区の特別養護老人ホーム「くれない」で死去した。

## 長寿記録
2011年3月29日、、大阪府最長寿と認定される。
同年12月2日、佐賀県在住の長谷川チヨノが死去したことに伴い、ジェロントロジー・リサーチ・グループ（GRG）により日本最高齢の女性と認定された。しかし厚生労働省は女性最長寿を神奈川県川崎市在住の女性としたため、GRGとの見解に齟齬が生じていたが、2012年9月14日にGRGのリストに大川より72日間だけ年長の日本人女性大久保琴が加えられたため、両者の見解は一致した。
2013年1月12日、大久保琴が死去したことに伴い、GRGが大川を世界最高齢の女性と認定。これをギネス記録として承認するためギネスワールドレコーズ社の日本支社は2月、大川のいる老人ホームより出生時の資料の提供を受け審査を開始し、同月27日に世界最高齢の女性としてギネス記録に認定された。
2013年6月12日、木村次郎右衛門が死去したことにより、115歳99日でGRGによって存命中の人物で世界及び日本最高齢と認定された。
2013年6月17日、長崎ミツヱ（1899年9月18日生まれ）が死去したことに伴い、日本人としては最後の1800年代生まれの人となる。
2014年8月28日、猪飼たねの記録を上回り、116歳176日で日本史上最長寿者となった。
2015年4月1日午前6時58分、老衰のため117歳27日で死去。死去後は1898年7月4日生まれのアメリカ人女性、ガートルード・ウィーバーが存命する世界最高齢、氏名非公表の東京都の女性が存命中の日本最高齢となった。なお、ガートルード・ウィーバーも大川の死から間もない2015年4月6日に死去している。